# Роос, Ян
Ян Роос (нидерл. Jan Roos; родился в Алкмар, 27 января 1977) — популярный в Нидерландах журналист. Известен как организатор сбора 428000 подписей для начала Референдума об Ассоциации Украины с Евросоюзом, что поставило ЕС по мнению главы Еврокомиссии Жана-Клода Юнкера на грань «континентального кризиса».
Работал как журналист на радиостанции БНР, где вёл репортажи во время чемпионата Европы по футболу 2008 года, что сделало его известным в Нидерландах. С 2010 по 2015 год работал в телерадиокомпании Powned которая является частью Общественного Телевидения Нидерландов, ведя с хорошим чувством юмора репортажи в теле- и радиоэфире, которые сделали его еще более популярным. Был соведущим программы радио Real Jannen. С августа 2015 года он присоединился к популярному в Нидерландах сайту GeenStijl с посещаемостью более 2,3 миллионов человек в месяц, где ведёт различные интервью заснятые на канале YouTube.

## Детство
Роос, по его словам, родился в «семье с художественным вкусом» Его родители атеисты. Отец был менеджером на игровой площадке Duinrand. Мать работала в качестве стилиста в рекламной фотографии. Семья Роос была довольно небогатой.

## Карьера

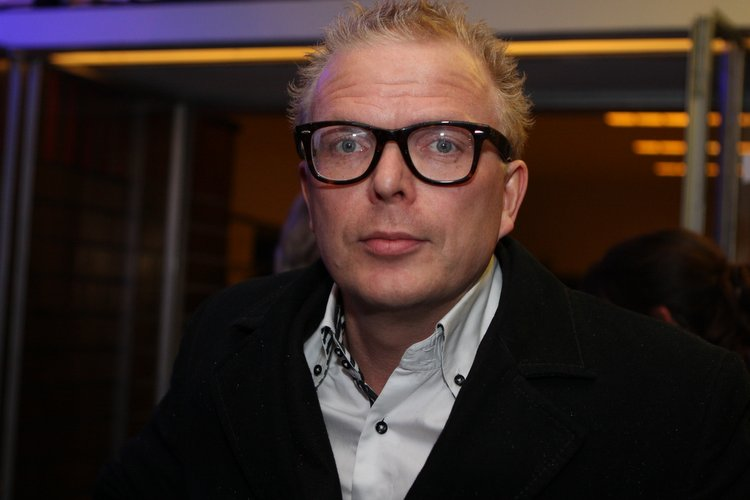
Ян Роос

В восемнадцать лет отправился Амстердам. После завершения своего образования в Графической школе, он работал в течение нескольких лет с 1999 года в рекламном агентстве, прежде чем в 2003 году отправиться на обучение в школу журналистики в Утрехт. В 2007 году он был редактором радиоканала BNR. В следующем сезоне во время чемпионата Европы по футболу в 2008 году получил широкую известность как спортивный журналист.
С 1 июля 2010 года завершил работу в БНР и перешёл в телерадиокомпанию PowNed, где был ведущим национальных каналов общественного телевидения и радиовещания Нидерландов.
1 августа 2015 прекратил работу с PowNed для присоединения к проекту GeenStijl в качестве тележурналиста на канале YouTube данного сайта.
Со 2 августа 2015 является организатором кампании GeenStijl по организации Референдума для расторжения Ассоциации Украины с ЕС и организовал сбор 428000 подписей, что запустило процедуру начала Референдума.

## Личная жизнь
Имеет троих детей, в том числе близнецов.